# Deutsches Rotes Kreuz Landesverband Niedersachsen

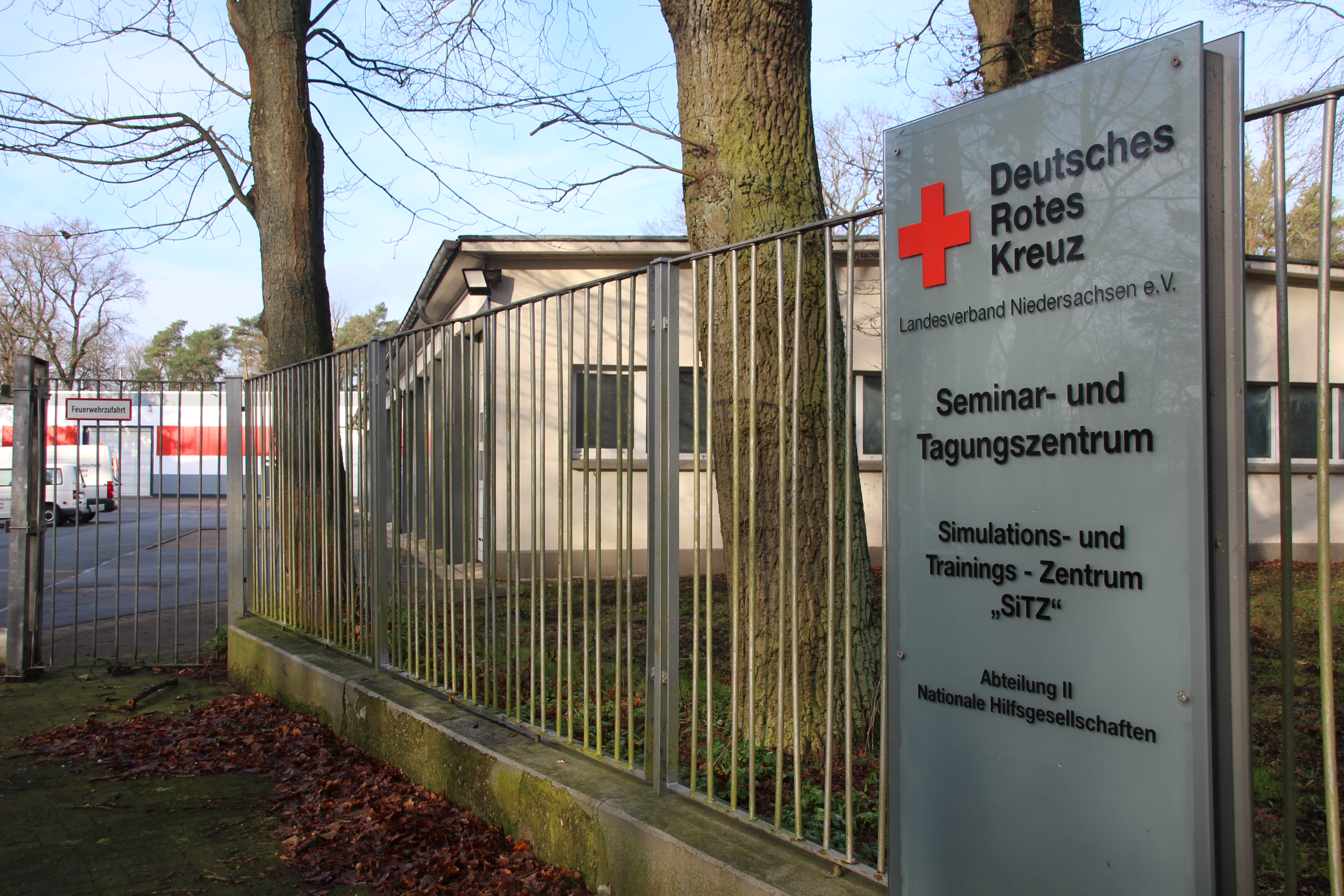
Abteilung II – Nationale Hilfsgesellschaft

Der Deutsches Rotes Kreuz Landesverband Niedersachsen e. V. ist einer von 19 Landesverbänden des Deutschen Roten Kreuzes (DRK) mit Sitz in Hannover. Er hat mehr als 200.000 Mitglieder. Amtierender Präsident und Vorsitzender des DRK-Präsidialrates ist Hans Hartmann, derzeitiger Vorstandsvorsitzender und Landesgeschäftsführer ist Dr. Ralf Selbach.

## Aufgaben
Der DRK-Landesverband Niedersachsen nimmt als freiwillige Hilfsgesellschaft für die deutschen Behörden im humanitären Bereich die Aufgaben wahr, die sich aus den Genfer Abkommen von 1949, ihren Zusatzprotokollen und dem DRK-Gesetz ergeben.
Die Zwecke des Vereins sind:
- Unterstützung von Personen, die infolge ihres körperlichen, geistigen oder seelischen Zustandes auf die Hilfe anderer angewiesen sind
- Förderung der Hilfe für politisch, rassisch oder religiös Verfolgte, für Flüchtlinge, Vertriebene, Aussiedler, Spätaussiedler, Kriegsopfer, Kriegshinterbliebene, Kriegsbeschädigte und Kriegsgefangene, Zivilbeschädigte und Behinderte sowie Hilfe für Opfer von Straftaten, Förderung des Andenkens an Verfolgte, Kriegs- und Katastrophenopfer, Förderung des Suchdienstes für Vermisste
- Förderung des Wohlfahrtswesens, insbesondere der Zwecke der Mitgliedsverbände
- Förderung der Erziehung, Volks- und Berufsbildung
- Förderung der Jugend- und Altenhilfe
- Förderung des öffentlichen Gesundheitswesens und der öffentlichen Gesundheitspflege
- Förderung der Rettung aus Lebensgefahr
- Förderung des Katastrophen- und Zivilschutzes
- Förderung internationaler Gesinnung, der Toleranz auf allen Gebieten der Kultur und des Völkerverständigungsgedankens

Die satzungsmäßigen Zwecke werden insbesondere verwirklicht durch folgende Aufgaben:
- Mitwirkung im Katastrophenschutz
- Mithilfe beim Schutz der Zivilbevölkerung
- Krankentransport und Rettungsdienst auf den Straßen, in den Betrieben, auf dem Wasser und in den Bergen
- Erste Hilfe bei Notständen und Unglücksfällen
- Verhütung und Linderung menschlicher Leiden, die sich aus Krankheit, Verletzung, Behinderung oder Benachteiligung ergeben
- Suchdienst und Familienzusammenführung
- Internationale Hilfsaktionen
- Wohlfahrtspflege (Sozialarbeit), insbesondere für Kinder, Jugendliche, Mütter, alte Menschen, Kranke und Menschen mit Behinderungen
- Ambulante, teilstationäre und stationäre Pflege
- Gesundheitsdienst und vorbeugende Gesundheitspflege
- Jugendpflege, Jugendfürsorge und Jugendsozialarbeit
- Verantwortung für die Spende von Blut und Blutbestandteilen zur Versorgung der Bevölkerung mit Blutprodukten (Blutspendedienst)
- Ausbildung der Bevölkerung in Erster Hilfe und im Gesundheitsschutz sowie Erwachsenenbildung
- Integration von Migranten
- Förderung der Tätigkeit und Zusammenarbeit seiner Mitgliedsverbände
- Förderung der Entwicklung nationaler Rotkreuz- und Rothalbmond-Gesellschaften im Rahmen der Satzungen und Statuten der Rotkreuz- und Rothalbmondbewegung

## Geschichte
Als idealer Vorläufer gilt der Ende 1867 entstandene Provinzialverein zur Pflege im Felde verwundeter und erkrankter Krieger für die Provinz Hannover.
1945 setzte die britische Militärregierung Eberhard Hagemann als Präsident des neu zu gründenden DRK-Landesverband Niedersachsen ein. Er wurde 1946 von Hinrich Wilhelm Kopf abgelöst. Am 27. August 1947 war die Gründungsversammlung des DRK-Landesverbandes Niedersachsen. Dieser wurde am 15. Februar 1948 beim Amtsgericht Hannover eingetragen.
Bei der Neugründung des Bundesverband am 4. Februar 1950 war der DRK-Landesverband Niedersachsen Gründungsmitglied.
Auf der Landesversammlung am 1. Juli 1972 mit 360 Delegierten fusionierten in Braunschweig der DRK-Landesverband Niedersachsen mit dem DRK-Landesverband Braunschweig.

## Präsidenten des DRK-Landesverbandes
| Zeitraum    | Präsident                                       |
| ----------- | ----------------------------------------------- |
| 1945 – 1946 | Eberhard Hagemann (kommissarisch)               |
| 1946 – 1947 | Hinrich Wilhelm Kopf (kommissarisch)            |
| 1947 – 1952 | Georg Meyer († 8. Dezember 1952)                |
| 1953 – 1963 | Wilhelm Hausmann (Oberlandforstmeister a. D.)   |
| 1963 – 1969 | Eberhard Westerkamp                             |
| 1969 – 1975 | Georg Diederichs                                |
| 1975 – 1986 | Siegfried Heinke                                |
| 1986 – 1992 | Hans Friedrich Rehwinkel (Staatssekretär a. D.) |
| 1992 – 2005 | Günter Terwey (Oberkreisdirektor a. D.)         |
| 2005 – 2014 | Horst Horrmann                                  |
| seit 2014   | Hans Hartmann                                   |

## Gliederung und Aufbau
Der DRK-Landesverband Niedersachsen ist ein eingetragener Verein in der zweiten Ebene der Organisationsstruktur. Das Kennzeichen des Verband ist das völkerrechtlich anerkannte Rote Kreuz auf weißem Grund. Das Recht zur Führung wird durch den Bundesverband vermittelt.

### Mitgliedsverbände
Das Gebiet des DRK-Landesverbands Niedersachsen ist das des Bundeslands Niedersachsen, ohne das Gebiet des ehemaligen Verwaltungsbezirk Oldenburg. Er besteht aus 45 Kreisverbänden und 974 Ortsvereinen.
Die Kreisverbände sind:
- Alfeld e.V.
- Aurich e.V.
- Braunschweig-Salzgitter e.V.
- Bremervörde e.V.
- Celle e.V.
- Cuxhaven e.V.
- Diepholz e.V.
- Duderstadt e.V.
- Emden e.V.
- Emsland e.V.
- Fallingbostel e.V.
- Gifhorn e.V.
- Grafschaft-Bentheim e.V.
- Göttingen-Northeim e.V.
- Harburg-Land e.V.
- Helmstedt e.V.
- Hildesheim e.V.
- Hildesheim-Marienburg e.V.
- Land Hadeln e.V.
- Leer e.V.
- Lüchow-Dannenberg e.V.
- Lüneburg e.V.
- Melle e.V.
- Nienburg/Weser e.V.
- Norden e.V.
- Osnabrück-Land e.V.
- Osnabrück-Nord e.V.
- Osnabrück-Stadt e.V.
- Osterholz e. V.
- Osterode-Goslar e. V.
- Peine e.V.
- Region Hannover e.V.
- Rotenburg (Wümme) e.V.
- Schaumburg e.V.
- Soltau e.V.
- Stade e.V.
- Uelzen e.V.
- Verden e.V.
- Weserbergland e.V.
- Wesermünde e.V.
- Wittlage e.V.
- Wittmund e.V.
- Wolfenbüttel e.V.
- Wolfsburg e.V.

Daneben sind noch 5 juristische Personen Mitglied im DRK-Landesverband.
- Stiftung DRK-Krankenhaus Clementinenhaus
- DRK-Schwesternschaft Clementinenhaus e.V.
- DRK-Schwesternschaft "Georgia-Augusta" e.V.
- ADAC Niedersachsen/Sachsen-Anhalt e.V.
- DRK-Stiftung Wesermünde

### Einrichtungen und Beteiligungen

Abteilung II – Nationale Hilfsgesellschaft

Der DRK-Landesverband Niedersachsen betreibt drei Bildungseinrichtungen und ein Beratungszentrum.
- Häuser des Jugendrotkreuzes Einbeck
- DRK-Rettungsschule Niedersachsen
- DRK-Familienbildungsstätte Hannover
- DRK-Beratungszentrum Hannover

Gemeinsam mit den DRK-Landesverbänden Sachsen-Anhalt, Thüringen, Oldenburg und Bremen ist der DRK-Landesverband Niedersachsen Gesellschafter des DRK-Blutspendedienst NSTOB gGmbH. Seit 2004 ist er auch an der DRK-Service GmbH beteiligt, in die er seine Tochtergesellschaft DRK-Ausrüstungs-Center Nord GmbH eingebracht hatte.

### Mitgliedschaften
Der DRK-Landesverband Niedersachsen ist Gründungsmitglied des Bundesverbands vom Deutschen Roten Kreuzes, und Mitglied bei:
- Allgemeiner Deutscher Automobil-Club e.V. (ADAC)
- Arbeitgeberverband Stade Elbe-Weser-Dreieck
- ClemiFreunde e. V. Förderverein DRK-Krankenhaus Clementinenhaus
- DEHOGA Landesverband Niedersachsen – Niedersächsischer Hotel- und Gaststättenverband im DEHOGA e.V.
- Deutscher Verein für öffentliche und private Fürsorge
- Freiwilligenakademie Niedersachsen e. V.
- HAUS & GRUNDEIGENTUM Hannover, Verband der privaten Wohnungswirtschaft e.V.
- Industrie- und Handelskammer Hannover
- Institut der Norddeutschen Wirtschaft e.V.
- Kommunaler Arbeitgeberverband Niedersachsen e.V. (abgekürzt: „KAV Niedersachsen“)
- Landesarbeitsgemeinschaft der Freien Wohlfahrtspflege in Niedersachsen e. V.[11]
- Landesarmutskonferenz Niedersachsen[12]
- Landesfrauenrat Niedersachsen e.V.[13]
- Landesjugendring Niedersachsen e. V.[14]
- Landespressekonferenz Niedersachsen e.V.[15]
- Landesvereinigung für Gesundheit und Akademie für Sozialmedizin Niedersachsen Bremen e.V.[16]
- Netzwerk Psychosoziale Notfallversorgung e.V.
- Vereinigung zur Förderung des Deutschen Brandschutzes e.V.